# Bertran VI de la Tour
Bertran VI de la Tour (d'Auvergne) (1417 - 26 de setembre de 1497), comte d'Alvèrnia com Bertran II, comte titular i efímerament efectiu de Boulogne també com a Bertran II, i senyor de La Tour i Montgascon; era el fill de Bertran V de la Tour i de Jaumeta del Peschin.
Abans de ser comte va rebre la senyoria de Montgascon. Entre 1441 i 1451 va servir amb honor a la guerra contra els anglesos. El 1468 fou enviat al país de Bresse, per ocupar aquest territori com a càstig pel duc de Savoia Amadeu IX aliat de Borgonya. El 1477 a la mort del duc de Borgonya Carles el Temerari el rei de França que havia recuperat el comtat de Boulogne, el va retornar a Bertran VI, com antiga herència de la seva nissaga. La patent és del mateix dia de la mort de Carles (5 de gener de 1477) i s'ordenava als senescals, batlles i feudals del comtat d'Artois de rebre a Bertran, de fer-li homenatge pel comtat i d'entregar-li les terres. El 24 de gener de 1478 Bertran II de Boulogne va bescanviar el comtat per la senyoria del Lauraguès al Llenguadoc, erigida tot seguit en comtat. El rei Lluís XI de França va transferir el feu del comtat de Boulogne, que pertanyia als comtes d'Artois (que ara era Maria de Borgonya i encara que el comtat estava gairebé tot ocupat per França, el rei temia que un dia retornés als seus legítims hereus i volia assegurar-se de la seva independència) a la imatge de la Mare de Déu de Boulogne a la que cada any el rei pagaria una quantitat simbòlica. Això fou registrat al parlament el 18 d'agost de 1478 i el rei va fer l'homenatge per primer cop. L'abril del 1478, el rei Lluís XI, que era a Arràs, havia creat la senescalia del Boulonnais que dependria del Parlament.
Es va casar el 30 de gener de 1444 amb Lluïsa de la Trémoille que li va donar cinc fills: 
- Joan IV d'Alvèrnia (a vegades Joan III per considerar usurpador a Joan de Berry)
- Francesca de la Tour d'Auvergne, casada el 26 de novembre de 1469 amb Gilbert de Curton.
- Joana de la Tour d'Auvergne, que es va casar el 29 de novembre de 1472 amb Aimar de Saint-Vallier.
- Anna de la Tour d'Auvergne (morta el 13 d'octubre de 1512), que es va casar el 16 de febrer de 1480 amb Alexandre, duc d'Albany, i després en segones núpcies el 15 de febrer de 1487, amb Lluís de la Chambre.
- Lluïsa de la Tour d'Auvergne, casada el 1486 amb Claudi de Blaisy, vescomte d'Arnay.